# Duplex-Theorie
Die Duplex-Theorie der Lokalisation wurde 1907 von John William Strutt eingeführt, der auch Sir Rayleigh oder 3. Baron Rayleigh genannt wurde. Diese Theorie trägt wesentlich zum Verstehen des Vorgangs beim natürlichen Hören des Menschen bei.

## Beschreibung
Die Duplex-Theorie (duplex: lat. "doppelt") besagt, dass wir zur Richtungslokalisation zwei Sondierungs-Phänomene gleichzeitig benutzen, je nach Frequenzbereich:
- für Frequenzen über 1600 Hz sind allein die interauralen Pegeldifferenzen (interaural level differences, ILD) wirksam
- für Frequenzen unter 800 Hz sind die interauralen Laufzeitdifferenzen (interaural time differences, ITD) als Ohrsignale bedeutsam.

Dies muss jedoch nicht unbedingt beim Hören der künstlichen Lautsprecherstereofonie zutreffen.
Strutt beobachtete, dass bei Schallwellen mit kleiner Wellenlänge im Vergleich zum Ohrabstand der Kopf eine Abschattung des Schalls bewirkt, so dass der Schalldruckpegel an dem der Schallquelle zugewandten (= ipsilateralen) Ohr höher ist als am abgewandten (= kontralateralen) Ohr. Das bedeutet, dass bei hohen Frequenzen eine interaurale Pegeldifferenz entsteht.
Außerdem bewirkt der unterschiedliche Abstand zwischen Schallquelle und ipsi- bzw. kontralateralem Ohr eine interaurale Laufzeitdifferenz. Strutt konnte demonstrieren, dass diese ITDs besonders bei tiefen Frequenzen wirksam werden, wo die ILDs vernachlässigbar sind.
Der Bereich zwischen 800 Hz und 1600 Hz – also zwischen den beiden Duplex-Bereichen – liegt genau im Blauertschen Hintenband, was beim Anheben der Frequenzen nahe 1000 Hz (dem Gegenteil eines Badewannenfilters) einen diffusen, entfernten und räumlichen Klang ergibt.

## Grenzen der Theorie
Die Duplextheorie hilft nicht bei der Unterscheidung, ob sich eine Schallquelle direkt vor oder hinter einer Person befindet, was als Vorne-Hinten-Vertauschung bekannt ist, da die Werte für ITD und ILD im idealen Fall null sind. Eine Schallquelle, die sich auf der Oberfläche eines Kegels auf der interauralen Mittelachse befindet (bekannt als Kegel der Verwirrung), hat identische ITD-Werte.
Menschen können eine Schallquelle lokalisieren, selbst wenn eine einseitige Hörbehinderung besteht. Den Durchbruch in der Erklärung dieser menschlichen Gehörlokalisation brachten erst Erkenntnisse über die speziellen Filtereffekte, die durch die Ohrmuscheln herbeigeführt werden. Die Filtereffekte haben sich in der Literatur zu den kopfbezogenen Übertragungsfunktionen (HRTF oder Ohrsignalen) entwickelt und beinhalten verschiedene Schalllokalisationsmerkmale einschließlich ITD, ILD sowie den Änderungen in der spektralen Zusammensetzung des Klangs, der einen Zuhörer erreicht.
In einer Studie konnten Wightman und Kistler 1992 nachweisen, dass für breitbandigen Schall die ITD die lokalisierte Richtung dominieren, wobei die Dominanz von der unteren Grenzfrequenz des Schalls abhängt. 2002 bestätigten Macpherson und Middlebrooks die Duplex-Theorie: Sie konnten zeigen, dass die ILD im Gegensatz zu den ITD auf tiefpassgefiltertes Rauschen kaum, auf hochpassgefiltertes jedoch deutlich dominant wirkten. In Lateralisationsexperimenten (d. h. mit Kopfhörern), bei denen das Hörereignis im Kopf wahrgenommen wird, rufen die ILD dagegen für alle Frequenzen Richtungsverschiebungen hervor. Dies ist ein Hinweis darauf, dass sich mit dem Übergang von der Im-Kopf-Lokalisation zur Externalisation des Richtungsabbilds nicht nur der wahrgenommene Ort der Quelle, sondern auch der Lokalisationsprozess ändert.